# Eriocaulon africanum
Eriocaulon africanum là một loài thực vật có hoa trong họ Cỏ dùi trống. Loài này được Hochst. mô tả khoa học đầu tiên năm 1845.